# Pederastija
Pederastija je (običajno erotično) homoseksualno razmerje med odraslim moškim in pubertetnikom ali mladostnikom. Beseda pederastija izhaja iz grške besede παιδεραστία (paiderastia) "ljubezen do dečkov", zloženka iz παῖς (pais) "otrok, fant," in ἐραστής (erastēs) "ljubimec". V francoščini se je izraz "pédérastie"  uporabljal kot sinonim tudi za homoseksualnost med odraslimi moškimi (glej Histoire du mot.vozil pédérastie).
V preteklosti je pederastija obstajala kot del različnih običajev in praks v različnih kulturah. Stanje pederastije se je spremenilo skozi zgodovino, na trenutke je veljala za ideal, spet v drugih časih pa za kaznivo dejanje. V zgodovini Evrope je bila najbolj strukturirana kulturna manifestacija atenska pederastija, ki se je najbolj uveljavila v 6. stoletju pred našim štetjem. Grška pederastija je bila v različnih oblikah predmet filozofskih razprav, pri čemer je bil meseni tip neodobravajoče primerjan z erotičnim prijateljstvom in zmernejšimi oblikami, znanimi kot sofrozine.
Pravni status pederastije je v večini držav določen s tem, ali je fant že dosegel starost privolitve, in ali je lahko tak odnos zlorabljajoč za mlado osebo.